# Ceruchus piceus
Ceruchus piceus là một loài bọ cánh cứng trong họ Lucanidae. Loài này được Weber mô tả khoa học năm 1801.